# Eptesicus anatolicus
Eptesicus anatolicus (пергач анатолійський)  — вид рукокрилих ссавців з родини лиликових.

## Середовище проживання
Цей вид охоплює місця проживання від Родосу й інших грецьких островів через Туреччину, Сирію й Ірак до Ірану; трапляється на висотах від 0 до 1300 метрів над рівнем моря. Одна реєстрація виду з північного Кіпру вважається випадковою.
Населяє переважно середземноморські чагарники, уникаючи гір і лісистих районів на Заході та більш посушливих місць проживання на Сході.

## Спосіб життя
Його вподобання для місць ночівлі невідомі, але в Туреччині в щілині будівлі було знайдено одне місце для пологів, яке налічувало від 15 до 20 особин. Відомо що вид полює біля вуличних ліхтарів у Туреччині та на Родосі. Харчується цілим рядом комах. В Ірані полює на найбільш поширених комах, а в Туреччині віддає перевагу Carabidae.

## Загрози й охорона
Розуміння загроз для виду обмежене. Середземноморські середовища існування піддаються високому ризику через зміну клімату, головним чином через збільшення випадків пожеж, а також урбанізацію, особливо в прибережних районах. Цей вид охороняється на Грецьких островах відповідно до Боннської конвенції (де ці пергачі зазначені як Eptesicus bottae). Цей вид не зареєстровано на заповідних територіях.